# Сірий привид (Бетмен: Анімаційні серії)
Сірий привид — супергерой, який вперше з'явився у мультсеріалі про Бетмена 1992 року і був озвучений Адамом Уестом.

## Про персонажа
Колись Саймон Трент був актором, який грав головну роль у суперпопулярному серіалі Сірий привид. Одного разу, Бетмен шукав таємничого Схибленого терориста, який підкладав вибухівки у бібліотеках, банках та інших місцях. Бетмен згадав, як він був маленьким хлопчиком і захоплювався Сірим привидом. Одного разу, маленький Брюс Вейн дивився серію Сірого привида під назвою «Схиблений террорист», але він заснув, і не побачив, як той встановлював вибухівки. Але йому була знайома записка, яку террорист залишив на місці першого злочину, бо була така ж як у серіалі. Він вирішив знайти Саймона Трента, у якого тоді були великі проблеми (у нього не було грошей, щоб заплатити за квартиру, бо його агент не міг знайти йому роботу), і дізнатись, як той встановлював вибухівку у серіалі. Трент дав Бетмену плівку з цим епізодом, і Бетмен дізнався, що вибухівки заховані у іграшкових машинках з дистанційним керуванням. Саймон вирішив знову стати Сірим привидом, і допомогти Бетмену. Він згадав, що продавав одному колекціонеру на ім'я Тед Даймер сувеніри з серіалу. Бетмен разом з Трентом знайшли Схибленого террориста, і зупинили його. А Трент знову отримав популярність, яка у нього була багато років тому.
1. ↑  Бетмен (мультсеріал, 1992). Вікіпедія (укр.). 11 серпня 2023. Процитовано 10 листопада 2023.